# Samuel Cooper (Maler)

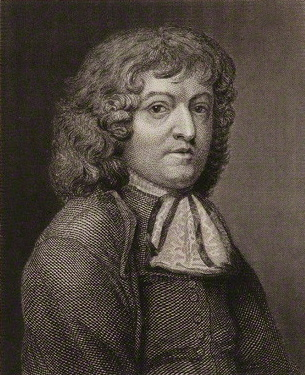
Samuel Cooper

Samuel Cooper (* 1609; † 5. Mai 1672 in London) war ein englischer Miniaturenmaler.

## Leben
Er besuchte wie sein älterer Bruder Alexander Cooper die Schule seines Onkels John Hoskins. Weitere künstlerische Fähigkeiten erlernte er in Frankreich und Holland.
Seine Miniaturen zeichnen sich durch den ausdrucksvollen Einsatz von Farbe und Pinsel im Barockstil auf diesem kleinen Format aus. Er arbeitete im Auftrag des Commonwealth für Oliver Cromwell, König Charles II., die Kreise der wiederhergestellten Monarchie und das Gericht. Er gilt als Hauptmeister der englischen Miniaturmalerei.
Cooper malte auch auf Elfenbein und Pergament – und außerdem entwarf er Münzen. Sein Stil weist eine Ähnlichkeit zu Hoskins auf, seine Hintergründe und Kompositionen erinnern an die von Anthonis van Dyck. Die Farben sind „warm und tonig“. Samuel Cooper verwendete erstmals die Wirkung der tiefen Schatten in der Miniaturmalerei.

## Werke (Auswahl)
- Porträt des Architekten Inigo Jones (1573–1652)
- Porträt von Oliver Cromwell (1599–1658)

Für diese Miniatur wurde im Juni 2007 bei Sotheby’s London mit 535.000 Pfund der höchste je erreichte Verkaufspreis für eine Miniatur erzielt.
- Porträt von Anne St John, Countess of Rochester, 1648

Viele von Samuel Coopers Werken sind Bestandteil großer, englischer Privatsammlungen, darunter Schloss Windsor.